# Län
Län și lääni sunt termenii suedez și respectiv finlandez pentru diviziuni administrative din Suedia și Finlanda.
În traducere, literalmente, cuvântul înseamnă feudă, dar uzual se folosește o traducere separată pentru cele două țări, pentru Suedia înseamnând județ sau comitat iar pentru Finlanda provincie.
- Subdiviziunile Suediei - (Sveriges län)
- Provinciile Finlandei (desființate în 2010) - (Suomen läänit / Finlands län)